# Ciudad Zhengzhou Shang
Ciudad Zhengzhou Shang (en chino: 郑州商城; pinyin: Zhèngzhōu Shāngchéng) es un sitio arqueológico en Zhengzhou, en la provincia china de Henan. A partir de los datos obtenidos con el examen del suelo y las paredes del sitio, se ha fechado que fue construido hace unos 3570 años, durante los inicios de la dinastía Shang. La excavación del sitio es de gran importancia para comprender la historia de la dinastía Shang.

## Excavaciones
El arqueólogo Han Weizhou descubrió el lugar en 1950. En la primavera de 1951, un grupo de arqueólogos del Instituto de Arqueología de la Academia China de las Ciencias fue a investigar a Zhengzhou. Recogieron algunos especímenes y confirmaron que pertenecían a la dinastía Shang, más antiguo que la ciudad Shang de Yinxu en Anyang.
Ciudad Zhengzhou Shang es un enclave perteneciente a la cultura de Erligang. Esta es un área ubicada fuera de las gigantes murallas de la antigua ciudad. A partir de 1952, comenzaron las primeras excavaciones arqueológicas formales en Erligang. También se exploró la zona este de Luoyang. En 1954, el arqueólogo An Jinhuai y su personal llevaron a cabo una excavación arqueológica a gran escala en esta área. En 1955, se identificó y dató que el sitio de las murallas de la ciudad pertenecía a la dinastía Shang. La sala de estar de las familias reales se encontró en la parte noreste de la ciudad de Shang. La excavación se detuvo durante la época de la Revolución Cultural.
En 1971, An Jinhuai reorganizó el grupo arqueológico para continuar con las excavaciones cuando tuviera la oportunidad de regresar a Zhengzhou. En 1973, encontraron ruinas de muchos edificios de diferentes tamaños hechos de tapial que resultó ser la zona del palacio. Los arqueólogos encontraron muchos otros sitios en esta área. Las excavaciones son difíciles porque la ciudad moderna cubre la mayor parte del área de la ciudad antigua.

## Diseño
La ciudad tenía una forma rectangular, el perímetro de las murallas de la ciudad es de 6960 metros con 11 huecos que podrían ser las puertas de la ciudad. La muralla de la ciudad norte tenía unos 1690 metros. El oeste tenía unos 1870 metros, mientras que el sur y el este tenían 1700 metros. El ancho de la base del muro era de unos 20 metros. El ancho superior era de más de 5 metros y podría ser de unos 10 metros cuando se construyó. Los palacios estaban ubicados en el noreste de la ciudad, y en su interior había instalaciones para almacenar agua hechas de piedras. También había algunos edificios pequeños, se interpretó que eran los lugares donde vivían los esclavos. También se encontró la zona de vida de los civiles dentro de la ciudad. Había tierra agrícola, y eso era una característica de las primeras ciudades. Fuera de la ciudad, había un espacio dedicado a talleres de artesanía.

## Galería

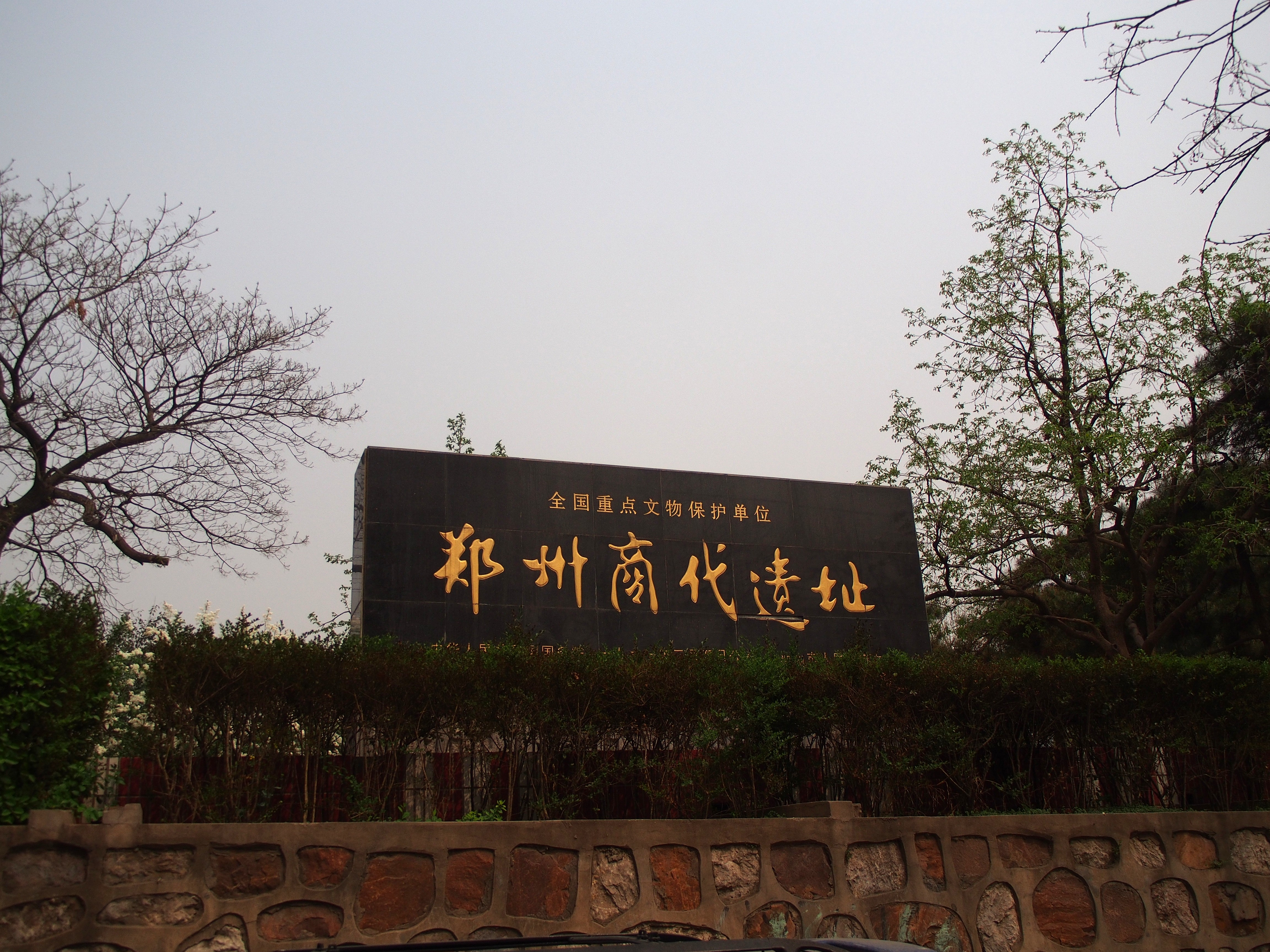
Reliquias de la dinastía Shang de Zhengzhou
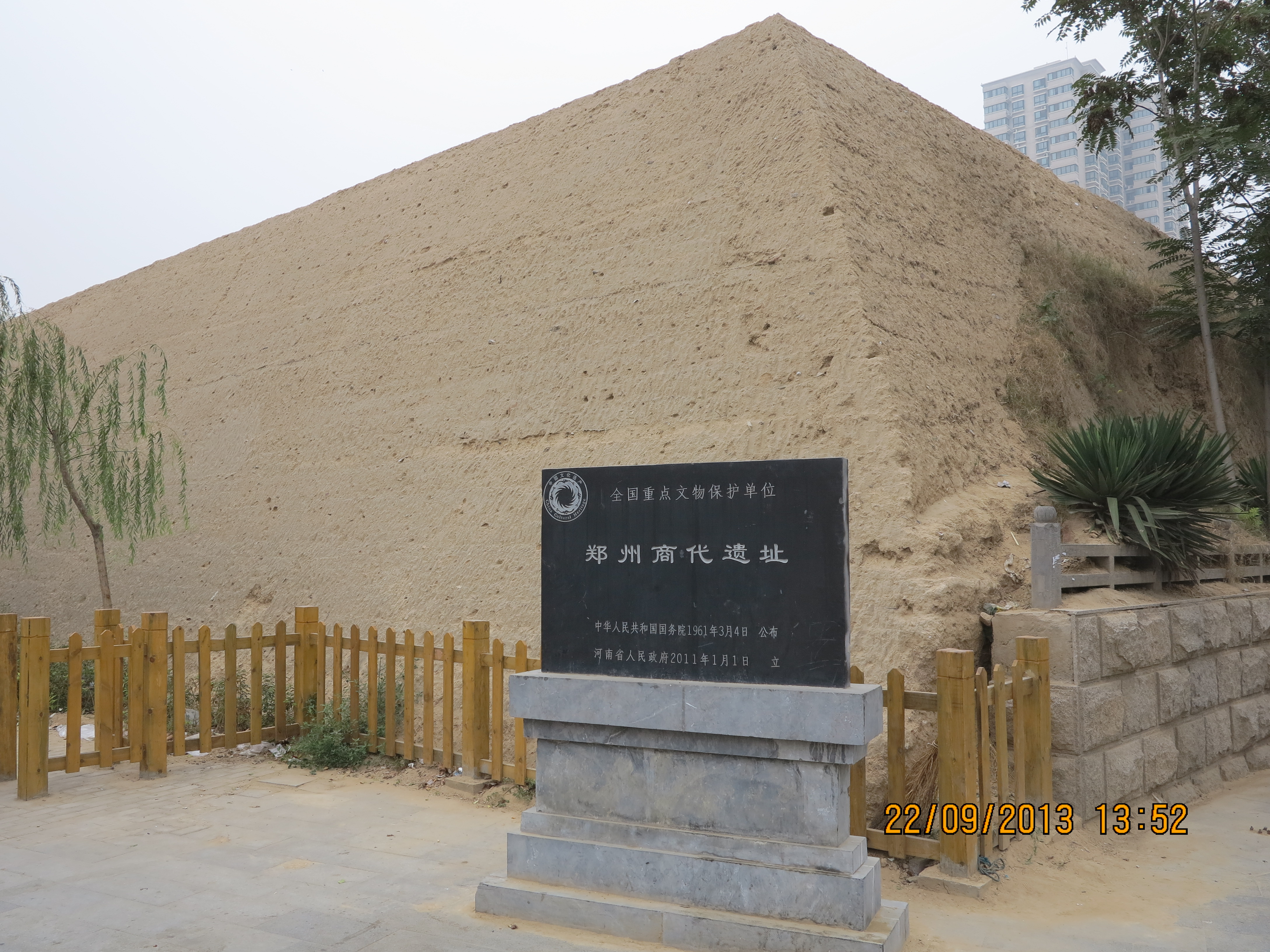
Ruinas de Ciudad Zhengzhou Shang
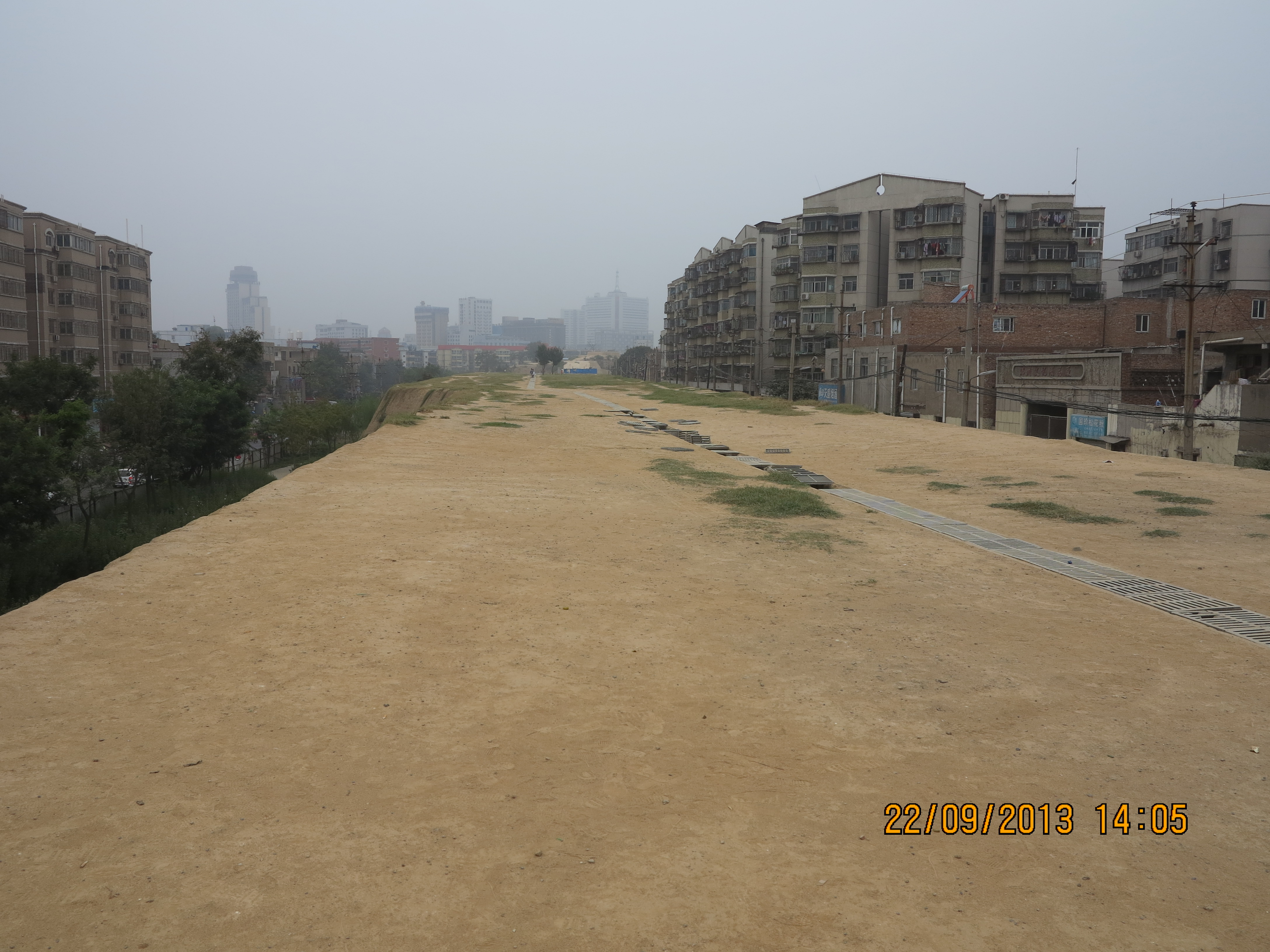
Ruinas de Ciudad Zhengzhou Shang
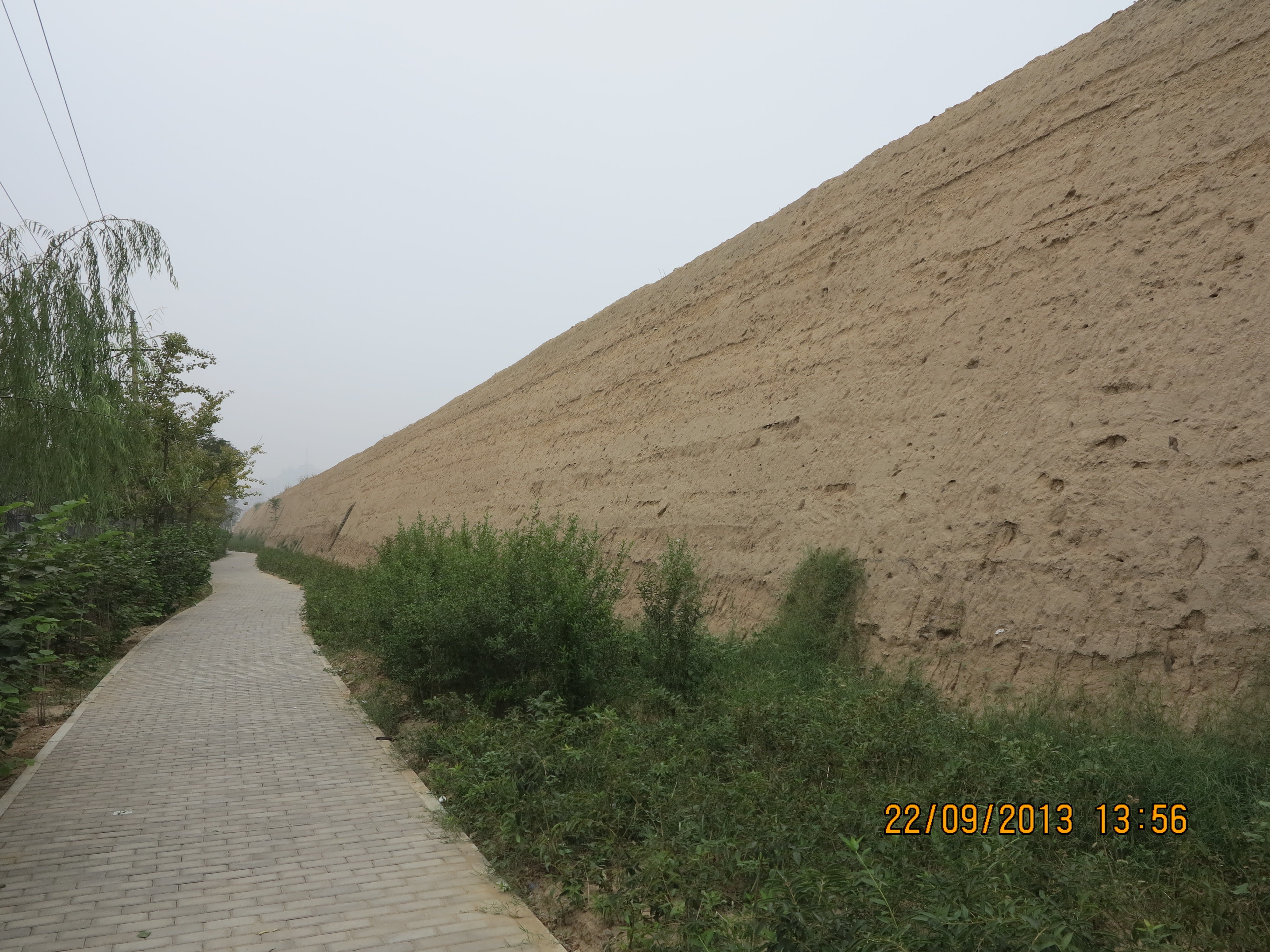
Ruinas de Ciudad Zhengzhou Shang
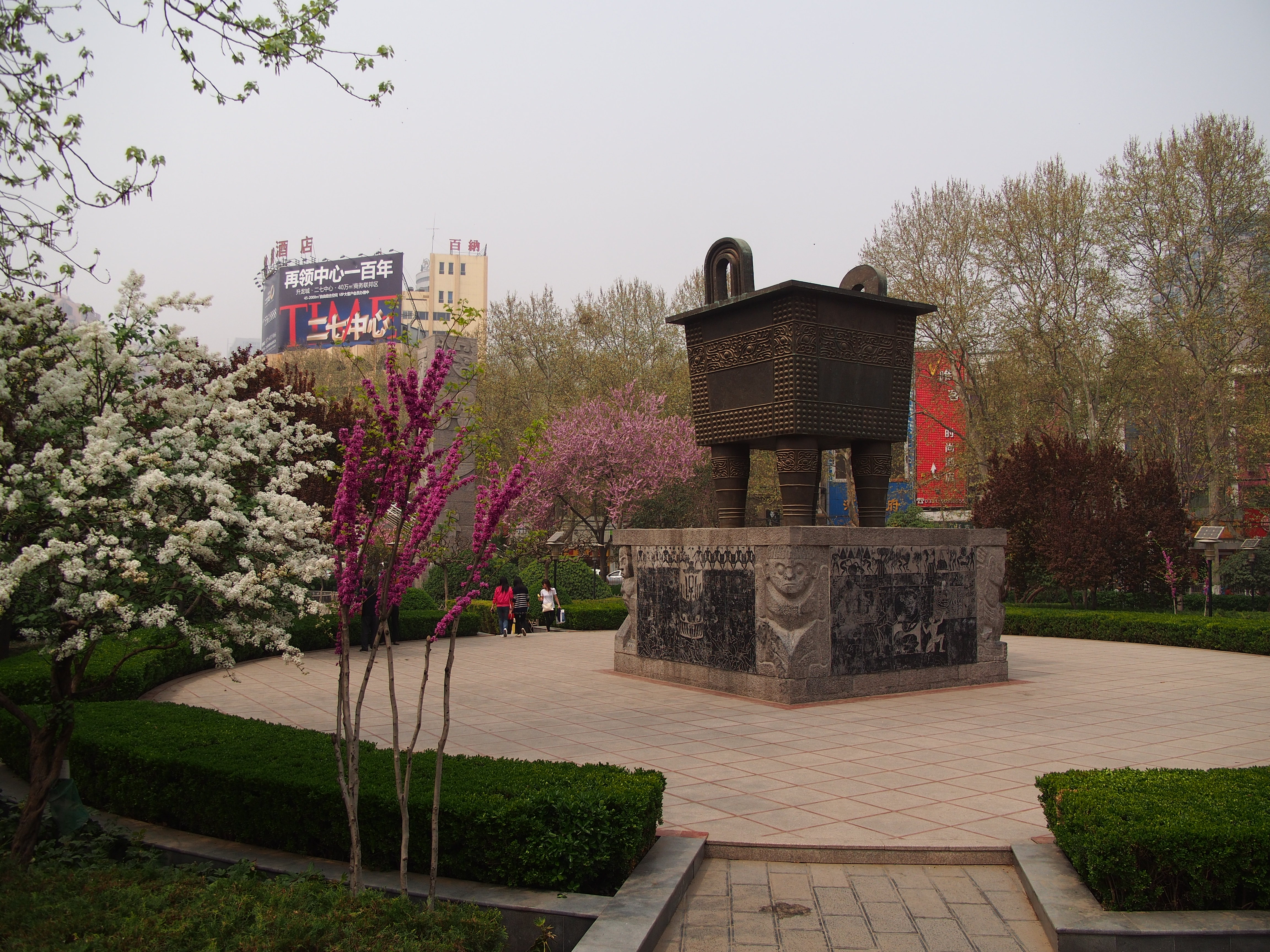
Parque de las Ruinas de la Dinastía Shang